# Озолуа
Озолуа (д/н — 1514 або 1520) — 4-й великий оба (володар) Бенінського царства в 1483—1514/1520 роках. Відомий також як н'Ібаромі (Завойовник).

## Життєпис
Третій син великого оби Евуаре. При народженні отримав ім'я Окпаме. 1483 року після смерті другого брата Олуа деякий час в державі панувала рада знаті. Невдовзі Окпаме визнано великим обою, що прийняв ім'я Озолуа.
Його правління визначалось значною мірою значним військовим розширенням Беніну. Спочатку здійснив успішний похід проти Ову (Ово). Хоча історичні розповіді про битву різняться, проте Ово залишилося незалежною. Разом з тим ця держава сплатила одноразову данину для припинення війни. Продовжив дипломатичні відносини з португальцями.
1485 року прийняв португальського посланця Жоао Афонсу д'Авейро у своїй столиці. 1486 року встановив з Португалією постійні торгівельні та дипломатичні відносини, коли створено португальську факторію в бенінському порту Уготон (Аготон). У дипломатичних перемовинах з португальцями він стверджував, що переміг у понад 200 боях. Так, зокрема, згадується підкорення держави Іджебу та зміцнення влади над областю Еко. Були завойовані землі народу ішан; засновані Оніча (на схід від Беніну, в землях ігбо) і на південному сході царство Ітсекірі на чолі з вихідцями з бенінського царського роду; обкладені даниною дрібні державні утворення на захід від річки Бенін, завойований Махін (на півдні). Багатьох зі своїх синів Озолуа призначив правителями завойованих областей.
Ці перемоги принесли йому титул Озолуа н'Ібаромі (Озолуа Завойовник), і в статуях та творах мистецтва він часто відображається як великий воїн. Він також першим прийняв титул огів акполокполо (на кшталт імператора).
Традиція пов'язує з ім'ям оби Озолуа появу звичаю організовувати двічі на рік військові походи для грабежу і оподаткування даниною сусідніх народів. На думку дослідників, вже тоді однією з цілей походів було захоплення полонених.
Озолуа був заінтригований можливостями вогнепальної зброї для розширення королівства, але д'Авейру повідомив, що торгівля вогнепальною зброєю можлива лише з християнськими союзниками португальців. В результаті Озолуа направив посла в Португалію на початку 1500-х років, щоб запропонувати місіонерську діяльність у Бенін та обіцяв власне навернення до християнства в обмін на торгівлю вогнепальною зброєю. Португальці не погодились, але в 1514 році відправили до Беніну групу місіонерів. Незабаром місіонери залишили державу, оскільки Озолуа не цікавило християнство, якщо це не пов'язано з торгівлі вогнепальною зброєю.
1505 року отримав від короля Португалії в подарунок прикрашену попоною кінь, намисто з індійських намистин, шматок індійського набивного ситцю, короткий плащ з капюшоном з помаранчевої тафти і білого сатину, шість лляних сорочок та сорочку з блакитного індійського шовку
Наприкінці правління Озолуа між його синами Есіґіе та Аруаланом почалася відкрита війна за право отримати титул спадкоємця трону. В ній переміг перший, який після смерті Озолуа між 1514 і 1520 роками успадкував трон.